# Oryza sativa

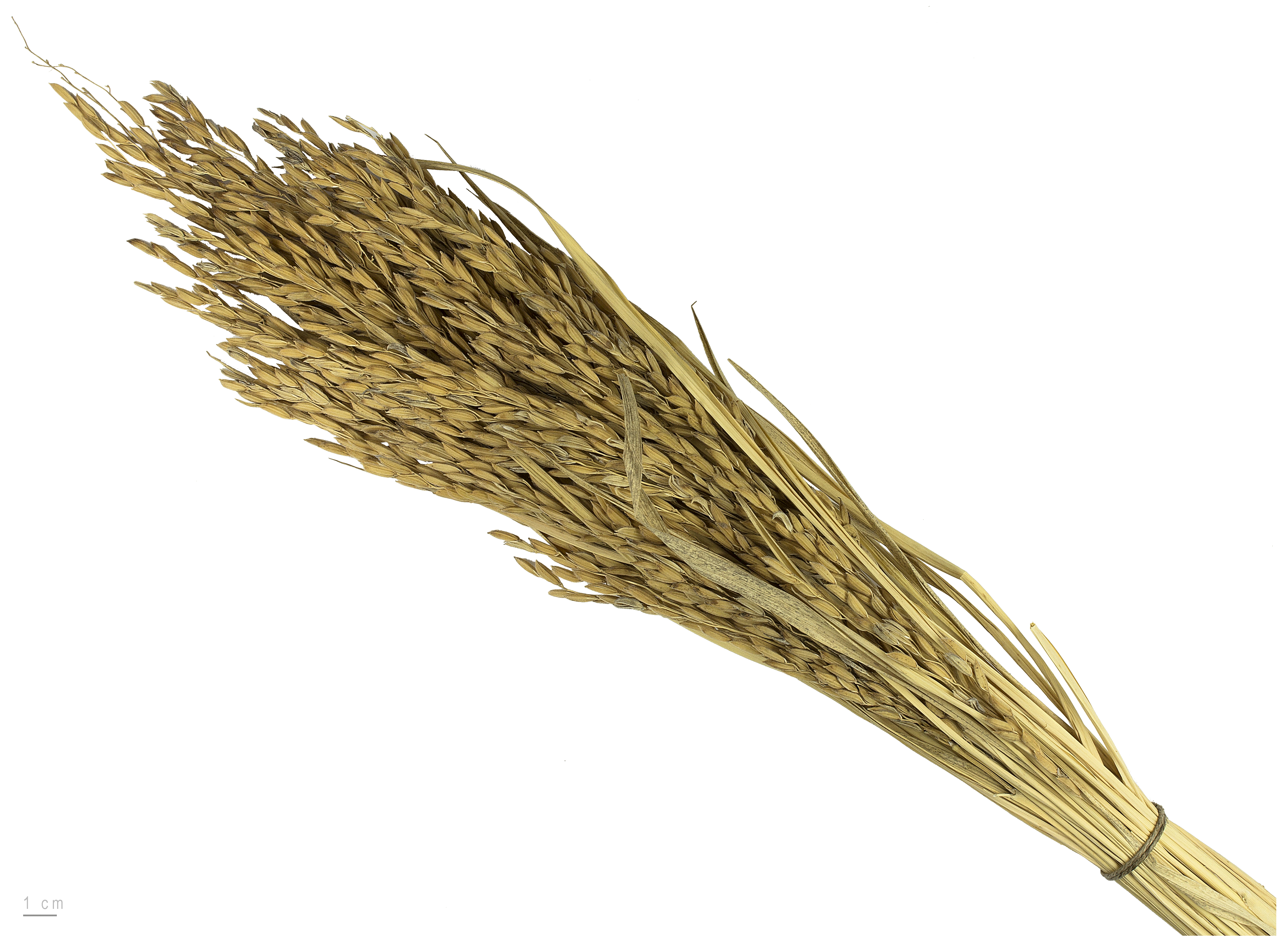
Oryza sativa - MHNT

Oryza sativa este o specie de plante din genul Oryza (orez), familia Poaceae.
Oryza sativa L. (orez) - plantă anuală, înaltă până la 150 cm; frunze plane, late (-15 mm), cu baza limbului auriculată și păroasă; panicul mare, lax, cu spiculețe uniflore, turtite lateral; cele 2 glume exteme sunt rudimentare; androceul are 6 stamine; lema este aristată; fruct pseudocariopsă. Plantă tropicală (orig. din Asia, Africa și Australia), mult cultivată ca alimentară (la noi pe suprafețe reduse, în S țării); înfl.: VII-VIII.